# Grammy Award para Artista Revelação
O Grammy Award para Artista Revelação (no original em inglês: Grammy Award for Best New Artist) é apresentado pela Academia Nacional de Artes e Ciências de Gravação dos Estados Unidos para "honrar a realização artística, proficiência técnica e excelência geral na indústria fonográfica, sem considerar vendas ou posição nas paradas". As diretrizes oficiais são as seguintes: "Para um novo artista que lançar, durante o Ano de Elegibilidade, a primeira gravação que estabeleça a identidade pública desse artista." O prêmio de Melhor Artista Revelação é uma das quatro categorias gerais da premiação (ao lado de Gravação do Ano, Álbum do Ano e Canção de Ano), apresentadas anualmente desde o 1.º Grammy Awards em 1959.
Normalmente descrita pela mídia como uma maldição, os vencedores desta categoria — nomeadamente artistas dos anos de 1970 e dos anos 1980 — não foram capazes de dar continuidade ao sucesso que experimentaram em seus anos de estreia. Este ponto de vista foi expresso por Taffy Danoff, membro da banda Starland Vocal Band, dizendo que após ganhar o prêmio nunca conseguiu ampliar o sucesso do grupo. A categoria também é notável por ser a única da premiação em que ele foi retirado de algum artista. Isso ocorreu em 1990, depois que foi revelado que a dupla vencedora, Milli Vanilli, não fazia os próprios vocais em seu álbum de estreia, Girl You Know It's True. O prêmio foi revogado, mas não foi entregue a nenhum outro artista que concorria com o grupo.
Em 1960, o primeiro prêmio da categoria foi entregue ao artista norte-americano Bobby Darin. Entre 1997 e 2003, todos os vencedores do prêmio eram artistas solo femininas. Além disso, entre 1992 e 2005, nenhum artista masculino foi capaz de vencer a categoria; em 2006, John Legend quebrou essa tendência. Desde o primeiro prêmio atribuído, apenas cinco artistas conseguiram vencer a categoria no mesmo ano em que receberam o Grammy Award de Álbum do Ano, sendo eles: Bob Newhart em 1961, Christopher Cross em 1981, Lauryn Hill em 1999, Norah Jones em 2003 e Billie Eilish em 2020. Entre os países que tiveram apenas um artista vencedor na categoria desde então, encontram-se The Swingle Singers da França, Men at Work da Austrália, José Feliciano de Porto Rico e Alessia Cara do Canadá.

## Processo
De 1995 a 2021, os membros da Academia Nacional de Artes e Ciências de Gravação indicaram suas escolhas para melhor artista revelação. Uma lista dos vinte melhores artistas foi entregue ao Comitê de Revisão de Nomeações, um grupo especialmente selecionado de membros anônimos, que então selecionou os cinco melhores artistas para obter uma indicação na categoria em uma votação especial. O restante dos membros votou em um vencedor entre os cinco indicados. Em 2018, foi anunciado que o número de artistas indicados aumentaria para oito. Em 2021, foi anunciado que os Comitês de Revisão de Nomeações seriam dissolvidos e os indicados finais para melhor artista revelação seriam decididos por votos dos membros. A partir de 2022, o número de indicados na categoria aumentou para 10.

## Vencedores e indicados
Nas tabelas a seguir, os anos são listados como o de realização da cerimônia de entrega do prêmio.

### Década de 1960
| Ano  | Vencedor(a)         | Indicados                                                                                             | Ref        |
| ---- | ------------------- | --- | ---------- |
| 1960 | Bobby Darin         | - Edd Byrnes - Mark Murphy - Johnny Restivo - Mavis Rivers                                            | [ 8 ]      |
| 1961 | Bob Newhart         | - The Brothers Four - Miriam Makeba - Leontyne Price - Joanie Sommers                                 | [ 9 ]      |
| 1962 | Peter Nero          | - Ann-Margret - Dick Gregory - The Lettermen - Timi Yuro                                              | [ 10 ]     |
| 1963 | Robert Goulet       | - The Four Seasons - Vaughn Meader - The New Christy Minstrels - Peter, Paul and Mary - Allan Sherman | [ 11 ]     |
| 1964 | The Swingle Singers | - Vikki Carr - John Gary - The J's with Jamie - Trini Lopez                                           | [ 12 ]     |
| 1965 | The Beatles         | - Petula Clark - Astrud Gilberto - Antonio Carlos Jobim - Morgana King                                | [ 13 ]     |
| 1966 | Tom Jones           | - The Byrds - Herman's Hermits - Horst Jankowski - Marilyn Maye - Sonny & Cher - Glenn Yarbrough      | [ 14 ]     |
| 1967 | Não apresentado     | Não apresentado                                                                                       | [ nota 1 ] |
| 1968 | Bobbie Gentry       | - Lana Cantrell - The 5th Dimension - Harpers Bizarre - Jefferson Airplane                            | [ 15 ]     |
| 1969 | José Feliciano      | - Cream - Gary Puckett & The Union Gap - Jeannie C. Riley - O. C. Smith                               | [ 16 ]     |

### Década de 1970
| Ano  | Vencedor(a)           | Indicados                                                                            | Ref.   |
| ---- | --------------------- | ------------------------------------------------------------------------------------ | ------ |
| 1970 | Crosby, Stills & Nash | - Chicago - Led Zeppelin - Oliver - The Neon Philharmonic                            | [ 17 ] |
| 1971 | The Carpenters        | - Elton John - Melba Moore - Anne Murray - The Partridge Family                      | [ 18 ] |
| 1972 | Carly Simon           | - Chase - Emerson, Lake & Palmer - Hamilton, Joe Frank & Reynolds - Bill Withers     | [ 19 ] |
| 1973 | America               | - Harry Chapin - Eagles - Loggins and Messina - John Prine                           | [ 20 ] |
| 1974 | Bette Midler          | - Eumir Deodato - Maureen McGovern - Marie Osmond - Barry White                      | [ 21 ] |
| 1975 | Marvin Hamlisch       | - Bad Company - Johnny Bristol - David Essex - Graham Central Station - Phoebe Snow  | [ 22 ] |
| 1976 | Natalie Cole          | - Morris Albert - Amazing Rhythm Aces - Brecker Brothers - KC and the Sunshine Band  | [ 23 ] |
| 1977 | Starland Vocal Band   | - Boston - The Brothers Johnson - Dr. Buzzard's Original Savannah Band - Wild Cherry | [ 24 ] |
| 1978 | Debby Boone           | - Stephen Bishop - Shaun Cassidy - Foreigner - Andy Gibb                             | [ 25 ] |
| 1979 | A Taste of Honey      | - The Cars - Elvis Costello - Chris Rea - Toto                                       | [ 26 ] |

### Década de 1980
| Ano  | Vencedor(a)               | Indicados                                                                 | Ref.   |
| ---- | ------------------------- | ------------------------------------------------------------------------- | ------ |
| 1980 | Rickie Lee Jones          | - The Blues Brothers - Dire Straits - The Knack - Robin Williams          | [ 27 ] |
| 1981 | Christopher Cross         | - Irene Cara - Robbie Dupree - Amy Holland - The Pretenders               | [ 28 ] |
| 1982 | Sheena Easton             | - Adam and the Ants - The Go-Go's - James Ingram - Luther Vandross        | [ 29 ] |
| 1983 | Men at Work               | - Asia - Jennifer Holliday - The Human League - Stray Cats                | [ 30 ] |
| 1984 | Culture Club              | - Big Country - Eurythmics - Men Without Hats - Musical Youth             | [ 31 ] |
| 1985 | Cyndi Lauper              | - Sheila E. - Frankie Goes to Hollywood - Corey Hart - The Judds          | [ 32 ] |
| 1986 | Sade                      | - A-ha - Freddie Jackson - Katrina and the Waves - Julian Lennon          | [ 33 ] |
| 1987 | Bruce Hornsby & The Range | - Glass Tiger - Nu Shooz - Simply Red - Timbuk3                           | [ 34 ] |
| 1988 | Jody Watley               | - Breakfast Club - Cutting Crew - Terence Trent D'Arby - Swing Out Sister | [ 35 ] |
| 1989 | Tracy Chapman             | - Rick Astley - Toni Childs - Take 6 - Vanessa L. Williams                | [ 36 ] |

### Década de 1990
| Ano  | Vencedor(a)           | Indicados                                                                         | Ref.   |
| ---- | --------------------- | --------------------------------------------------------------------------------- | ------ |
| 1990 | Milli Vanilli nenhum  | - Neneh Cherry - Indigo Girls - Tone Lōc - Soul II Soul                           | [ 38 ] |
| 1991 | Mariah Carey          | - The Black Crowes - The Kentucky Headhunters - Lisa Stansfield - Wilson Phillips | [ 39 ] |
| 1992 | Marc Cohn             | - Boyz II Men - C+C Music Factory - Color Me Badd - Seal                          | [ 40 ] |
| 1993 | Arrested Development  | - Billy Ray Cyrus - Sophie B. Hawkins - Kris Kross - Jon Secada                   | [ 41 ] |
| 1994 | Toni Braxton          | - Belly - Blind Melon - Digable Planets - SWV                                     | [ 42 ] |
| 1995 | Sheryl Crow           | - Ace of Base - Counting Crows - Crash Test Dummies - Green Day                   | [ 43 ] |
| 1996 | Hootie & the Blowfish | - Brandy - Alanis Morissette - Joan Osborne - Shania Twain                        | [ 44 ] |
| 1997 | LeAnn Rimes           | - Garbage - Jewel - No Doubt - The Tony Rich Project                              | [ 45 ] |
| 1998 | Paula Cole            | - Fiona Apple - Erykah Badu - Hanson - Puff Daddy                                 | [ 46 ] |
| 1999 | Lauryn Hill           | - Backstreet Boys - Andrea Bocelli - Dixie Chicks - Natalie Imbruglia             | [ 47 ] |

### Década de 2000
| Ano  | Vencedor(a)        | Indicados                                                      | Ref.   |
| ---- | ------------------ | -------------------------------------------------------------- | ------ |
| 2000 | Christina Aguilera | - Macy Gray - Kid Rock - Britney Spears - Susan Tedeschi       | [ 48 ] |
| 2001 | Shelby Lynne       | - Brad Paisley - Papa Roach - Jill Scott - Sisqó               | [ 49 ] |
| 2002 | Alicia Keys        | - India Arie - Nelly Furtado - David Gray - Linkin Park        | [ 50 ] |
| 2003 | Norah Jones        | - Ashanti - Michelle Branch - Avril Lavigne - John Mayer       | [ 51 ] |
| 2004 | Evanescence        | - 50 Cent - Fountains of Wayne - Heather Headley - Sean Paul   | [ 52 ] |
| 2005 | Maroon 5           | - Los Lonely Boys - Joss Stone - Kanye West - Gretchen Wilson  | [ 53 ] |
| 2006 | John Legend        | - Ciara - Fall Out Boy - Keane - Sugarland                     | [ 54 ] |
| 2007 | Carrie Underwood   | - James Blunt - Chris Brown - Imogen Heap - Corinne Bailey Rae | [ 55 ] |
| 2008 | Amy Winehouse      | - Feist - Ledisi - Paramore - Taylor Swift                     | [ 56 ] |
| 2009 | Adele              | - Duffy - Jonas Brothers - Lady Antebellum - Jazmine Sullivan  | [ 57 ] |

### Década de 2010
| Ano  | Vencedor(a)             | Indicados                                                                                        | Ref.   |
| ---- | ----------------------- | ------------------------------------------------------------------------------------------------ | ------ |
| 2010 | Zac Brown Band          | - Keri Hilson - MGMT - Silversun Pickups - The Ting Tings                                        | [ 58 ] |
| 2011 | Esperanza Spalding      | - Justin Bieber - Drake - Florence and the Machine - Mumford & Sons                              | [ 59 ] |
| 2012 | Bon Iver                | - The Band Perry - J. Cole - Nicki Minaj - Skrillex                                              | [ 60 ] |
| 2013 | Fun                     | - Alabama Shakes - Hunter Hayes - The Lumineers - Frank Ocean                                    | [ 61 ] |
| 2014 | Macklemore & Ryan Lewis | - James Blake - Kendrick Lamar - Kacey Musgraves - Ed Sheeran                                    | [ 62 ] |
| 2015 | Sam Smith               | - Iggy Azalea - Bastille - Brandy Clark - Haim                                                   | [ 63 ] |
| 2016 | Meghan Trainor          | - Courtney Barnett - James Bay - Sam Hunt - Tori Kelly                                           | [ 64 ] |
| 2017 | Chance the Rapper       | - Kelsea Ballerini - The Chainsmokers - Maren Morris - Anderson .Paak                            | [ 65 ] |
| 2018 | Alessia Cara            | - Khalid - Lil Uzi Vert - Julia Michaels - SZA                                                   | [ 66 ] |
| 2019 | Dua Lipa                | - Chloe x Halle - Luke Combs - Greta Van Fleet - H.E.R. - Margo Price - Bebe Rexha - Jorja Smith | [ 67 ] |

### Década de 2020
| Ano  | Vencedor(a)         | Indicados | Ref.   |
| ---- | ------------------- | --- | ------ |
| 2020 | Billie Eilish       | - Black Pumas - Maggie Rogers - Lil Nas X - Lizzo - Rosalía - Tank and the Bangas - Yola                                        | [ 68 ] |
| 2021 | Megan Thee Stallion | - Ingrid Andress - Phoebe Bridgers - Chika - Noah Cyrus - D Smoke - Doja Cat - Kaytranada                                       | [ 69 ] |
| 2022 | Olivia Rodrigo      | - Arooj Aftab - Jimmie Allen - Baby Keem - Finneas - Glass Animals - Japanese Breakfast - The Kid Laroi - Arlo Parks - Saweetie | [ 70 ] |
| 2023 | Samara Joy          | - Anitta - Omar Apollo - Domi & JD Beck - Latto - Måneskin - Muni Long - Tobe Nwigwe - Molly Tuttle - Wet Leg                   | [ 71 ] |
| 2024 | Victoria Monét      | - Gracie Abrams - Fred Again - Ice Spice - Jelly Roll - Coco Jones - Noah Kahan - The War and Treaty                            | [ 72 ] |
| 2025 | Chappell Roan       | - Benson Boone - Sabrina Carpenter - Doechii - Khruangbin - Raye - Shaboozey - Teddy Swims                                      | [ 73 ] |